# One Direction: This Is Us
One Direction: This Is Us (também referido como 1D3D) é um filme documentário 3D sobre a boyband One Direction, lançado em 29 e 30 de agosto de 2013 na Inglaterra e Estados Unidos, respectivamente e no Brasil no dia 13 de setembro de 2013, dirigido por Morgan Spurlock e escrito pelo mesmo juntamente a Adam Milano, Ben Winston e Simon Cowell.

## Sinopse
Anunciado como um filme documentário em 3D, nele é exibido toda a vida íntima e profissional do One Direction. This Is Us segue a vida dos cinco membros da boyband, contendo cenas de suas vidas pré e pós a participação do grupo no reality show The X Factor, além de imagens exclusivas da banda durante um show na The O2 Arena, em Londres. No filme, a banda mostra como se preparam para seus shows e, finalmente, o que é ser um "One Direction".

## Elenco
- Harry Styles (membro)
- Louis Tomlinson (membro)
- Niall Horan (membro)
- Liam Payne (membro)
- Zayn Malik (membro)
- Chris Rock (não creditado)
- Martin Scorsese (não creditado)

## Produção
This Is Us foi anunciado pela primeira vez durante a participação do grupo no programa de televisão The Today Show, no edifício Rockefeller Plaza em Nova York, em 12 de novembro de 2012, seguido por uma confirmação de que Morgan Spurlock seria o diretor do filme documentário. Spurlock, que tentou dirigir filmes como Justin Bieber: e Katy Perry:, disse que ele assumiu o filme por causa do rápido aumento da banda ao estrelato. O filme começou a ser filmado em Tóquio em 17 de janeiro de 2013, e estava sendo filmado em 3D com uma câmera de resolução 4K de 2540p. O filme foi mais tarde nomeado com o título de One Direction: This Is Us, em 19 de março de 2013, antes de ser referido como 1D3D.
Foi ainda anunciado que o filme não teria nenhum script, e que os membros da banda iriam agir "naturalmente". Mais tarde, Harry Styles admitiu que as câmeras os seguindo por onde iriam era assustador, mas disse que o filme iria dar a oportunidade para a banda mostrar mais personalidade, como eles interagem, e como eles relaxam quando não estão no palco.Niall Horan comentou que a equipe de filmagem tinha que acessar todas as áreas, até mesmo filmá-los no banheiro.
Cenas mostradas nos trailers incluem cenas de fãs contando histórias relacionadas com a banda após um pedido postado no YouTube, bem como um comentário de Simon Cowell, que foi o mentor da banda durante sua participação no The X Factor e que também escreveu do filme.

## Lançamento
A estreia mundial do filme foi realizada em Leicester Square, em Londres, em 20 de agosto de 2013. O filme foi lançado no Reino Unido em 29 de agosto de 2013, e foi lançado internacionalmente em 30 de agosto de 2013, sendo que até o final de setembro o filme já deve ter sido lançado em todo o mundo.

### Marketing
Como parte da campanha de marketing, a banda permitiu que os fãs fizessem um mosaico com fotos de si mesmo para aparecerem como fundo do cartaz do filme. Um trailer inicial foi lançado em 8 de fevereiro de 2013, seguido por um segundo trailer em 25 de junho de 2013. Este segundo trailer também trouxe um trecho de "Best Song Ever", o primeiro single do terceiro álbum de estúdio da banda, Midnight Memories.

### Versão estendida
Em 9 de setembro de 2013, foi anunciado que a Sony Pictures lançaria uma "versão estendida" de This Is Us para os fãs no dia 13 de setembro. Esta versão inclui um adicional de 20 minutos de imagens com quatro novas canções.

## Recepção

### Bilheteria
Até 19 de setembro de 2013, This Is Us faturou US$90.319.990 na América do Norte, e mais de US$ 31.000.000 em outros países, com um total de US$ 62.618.967 no mundo todo. Atualmente, This Is Us é o quarto filme documentário de maior bilheteria.
O filme arrecadou pouco mais de US$ 2.7 milhões de dólares em sua estreia na quinta-feira (29 de agosto), e liderou as bilheterias em sua semana de estreia, faturando mais de US$ 17 milhões de dólares, superando filmes como Katy Perry: Part of Me e Jonas Brothers: The 3D Concert Experience, mas não o suficiente para superar Justin Bieber: Never Say Never, Hannah Montana & Miley Cyrus: Best of Both Worlds Concert e Michael Jackson's This Is It. This Is Us é o terceiro filme documentário que alcançou o topo das bilheterias, depois dos filmes de Hannah Montana e Michael Jackson.
De acordo com a Forbes o filme alcançou o topo das bilheterias em sua semana de estreia, com uma estimativa de US$ 18 milhões. Enquanto a The Hollywood Reporter afirmou que o filme faturou cerca de US$ 45 milhões de dólares em seu quarto dia de lançamento. O filme provou ser um sucesso da bilheteria mundial, arrecadando seis vezes mais o seu orçamento.

### Recepção crítica
This Is Us recebeu críticas mistas antes do lançamento, que avaliou o filme documentário com 67% das opiniões, o classificando como "fresco" pelo Rotten Tomatoes, baseado em 75 comentários. O site comentou que "One Direction: This Is Us vai ser divertido para os fãs - e oferece o suficiente de filmagens de concertos para entreter o espectador casual". O website Metacritic, avaliou o filme com uma classificação de 49/100, que significa "críticas mistas ou médias".
O jornal americano The Seattle Times deu 2 estrelas (de 4) para o filme, Roger Moore sentiu que "o filme não é diferente de documentários sobre Justin Bieber, Jonas Brothers e Miley Cyrus - higienizados e embalados - apresentando estes cinco rapazes britânicos e um irlandês, com idades entre 19-21, como modelos da virtude pop enquanto outros atestam o quanto "rebeldes" eles são". Finalizando, Moore acrescentou: "O filme é jovial e alegre. As músicas são cativantes, e os meninos têm charme, um pouco de humor e presença de palco, mesmo que seus shows têm toda a espontaneidade de um menu do McDonald. Não que seus fãs querem ouvir isso, ou ouvir que eles têm uma vida útil e limitada. Oh, não. Nunca esqueçamos como é o mundo de uma adolescente do sexo feminino". O Daily News deu uma crítica mais positiva para o filme, dando-lhe 3 de 5 estrelas. Jim Farber disse: "Os garotos decidiram dedicar mais da metade do filme para palhaçadas nos bastidores e conversas, ao contrário de Justin Bieber, cujo filme 3D era centrado em apenas um palco. Enquanto os caras da One Direction continuarem sendo tão divertidos e simpáticos, ninguém vai confundir seus gracejos com a absurda inspiração dos Beatles em A Hard Day's Night". Stephanie Merry do jornal The Washington Post sentiu que "para adicionar um pouco de emoção, as mães dos garotos aparecem cheias de saudades durante a turnê, mas na maior parte do filme, ele é inofensivo, divertido e pode agradar tanto aos seus fãs, como outros públicos", mas acrescentou que "A ausência de certas verdades torna o filme como um material de marketing".
A.A. Dowd do The A.V. Club deu ao filme uma nota B-, escrevendo: "This Is Us fala sobre os cinco melhores amigos que estão cientes a todo o tempo que sua fama e fortuna não durará para sempre. Quem essas crianças pensam que são, The Beatles? Spurlock mostra isso demonstrando que One Direction conquistou o mundo mais rápido do que seus antecessores de Liverpool". Bill Zwecker do jornal Chicago Sun-Times disse: "Meu grande problema com o filme é o uso forçado do 3D, que faz com que as filmagens saiam como amadorismo. Dito isso, eu adorei quando eles mostravam as crianças que ainda são, brincando com a sua equipe de palco e seus guarda-costas".
Robbie Collin do The Daily Telegraph deu uma crítica negativa ao filme, afirmando: "This Is Us foi feito com as fãs em mente, e não há nada como um lucro garantido para sufocar a criatividade, este é um dos problemas peculiares do 'pop fabricado'". Miriam Bale do jornal The New York Times criticou o desenvolvimento do filme, notando que "as brincadeiras do grupo no filme tornam suas personalidades atraentes, mas torna o filme documentário totalmente manso e falso".
O público respondeu positivamente ao filme, alcançando uma aprovação de 79% no Rotten Tomatoes. Os espectadores que viram o filme na abertura quinta-feira, deu uma nota A, segundo a empresa de pesquisa de mercado CinemaScore.